# Virgulibraconoides micans
Virgulibraconoides micans är en stekelart som först beskrevs av Szepligeti 1905.  Virgulibraconoides micans ingår i släktet Virgulibraconoides och familjen bracksteklar. Inga underarter finns listade i Catalogue of Life.